# Сентинский храм
Сентинский храм (карач.-балк. Сынты клиса) — христианский храм, возведённый в 965 году в  Аланской митрополии — на территории современной Карачаево-Черкесии.
Расположен на отроге горного хребта на левом берегу Теберды, в окрестностях современного карачаевского аула Нижняя Теберда (ранее Сенты, карач.-балк. Сынты), в 18 км южнее города Карачаевск.

## История храма
Основой для точной датировки храма является строительная надпись, обнаруженная на северной стене восточного рукава. Надпись выполнена чёрной краской на белой лощёной штукатурке первого этапа декорации, крупно выделена дата. Высота букв колеблется от 1,3 до 2,8 см, а в числах — от 2 до 6,8 см. Её текст читается следующим образом:

+ Ἐνεκεν[ίσ]θ(η), ἐνεώσ[θ(η)] ὁ να[ὸς] τ(ῆς)
ὑπεραγίας θ(εοτόκ)ου ἐπὴ βασηλ[είας
Νηκηφώρου, Βασηλ[είου] καὶ [Κωνσταντίνου
κὲ Δα(υὶ)δ ἐξουσηωκράτορ(ος) [Ἀλανίας
κ(αὶ) Μαρίας ἐξουσ[η]ωκράτ[ορίσσης
μ]ην(ὴ) Ἀπρη(λίου) β´, ἡμέρᾳ ἁγ[ή]ου Α[ντιπάσχα (?)
δηὰ χηρὸς Θεοδώρου, μητ[ροπο-
λ(ίτου) καθηγη(ασμένου) Ἀλανί(ας), ἀπ[ὸ] κ[τί-
σε(ως) κό(σμου) ἔτ(ους) ςυογ´. Ἀν[ε-
γράφε[το] δηὰ χειρὸς [τοῦ δεῖνος
ἀποκρησ(ιαρίου) πατρ(ικίου).
+ Освящен, обновлен храм
пресвятой Богородицы в царствование
Никифора, Василия и Константина
и Давида, эксусиократора Алании,
и Марии эксусиократориссы
2 апреля, в день святой антипасхи (?),
рукою Феодора, митропо-
лита освященного Алании, от сотво-
рения мира в 6473 г. На-
писано рукой имярек,
апокрисиария патрикия.

Во второй половине XIX века возле храма был построен православный женский Спасско-Преображенский монастырь; Насельницы монастыря реконструировали храм, исказив его первоначальную форму. 
Монастырь перепрофилирован в годы советской власти в детский дом-интернат (в конце XX — начале XXI веков заброшен), ныне восстанавливается.
Рядом с Сентинским храмом расположен каменный мавзолей, также датируемый X веком, предположительно предназначенный для захоронения высших священнических чинов — уникальная для Северного Кавказа постройка.
В настоящее время Сентинский храм, Спасско-Преображенский монастырь и каменный мавзолей образуют Сентинский историко-архитектурный комплекс. Ранее он входил в состав Государственного Карачаево-Черкесского историко-культурного и природного музея-заповедника имени М. О. Байчоровой, а в 2018 году был переведён в состав Аланского христианского центра на Северном Кавказе, который был образован в 2017 году и из контроля за деятельностью которого исключено Министерство культуры России. Конгресс карачаевского народа раскритиковал это решение, утверждая, что передача незаконна, а у центра нет ни опыта, ни квалификаций в области сохранения и использования подобных памятников.

## Архитектура
Храм однокупольный, в плане представляет собой крест с примыкающей к нему с востока апсидой. Стены сложены из хорошо отесанного песчаника, на известковом растворе. В кладке подкупольных подпружных арок, в арке между коробовым сводом восточной ветви креста и сводом апсиды, а также в перекрытии оконных проёмов (кроме апсиды) использована плинфа (так же, как и в других крестовокупольных аланских храмах).
Подпружная арка перед апсидой имеет слегка подковообразную форму. Три окна в алтаре перекрыты блоками с выточенными в них арочными выемками-архивольтами — такое же перекрытие световых проёмов мы встречаем в Шоанинском храме.
Стены фасадов завершаются простым карнизом из одной или двух полочек, который был восстановлен при последней реставрации по фотографиям XIX века. В древности храм был побелен, а крыша была покрыта черепицей. Сейчас памятник имеет двускатные кровли. Однако верхние ряды кладки в щипцах идут не горизонтальными рядами, а «дугой».
Простота плана Сентинского храма выражается и в отсутствии каких бы то ни было пилястр: подпружные арки опираются непосредственно на стены. Из строительных особенностей следует обратить внимание на традиционные для Алании ступенчатые подпружные арки (на этот раз сильно развитые). Уникальна для аланского зодчества «лучковая» форма сводов. Торцы рукавов креста завершаются тонкими, ни на что не опирающимися архивольтами, повторяющими «лучковую» форму сводов.
В храм ведут три дверных проёма: с запада, севера и юга. Все они имеют одинаковую форму со световым люнетом полукруглой формы наверху. Свет в интерьер попадал через эти люнеты и четырнадцать узких окон.
В настоящее время след от оконного заполнения хорошо читается только в западном тимпане. Скорее всего, деревянные рамы были вставлены во все оконные проёмы. По всему Сентинскому храму были найдены остатки круглых стёкол, вставлявшихся в эти самые рамы. С трёх сторон (с запада, севера и юга) к храму примыкают притворы, равные по ширине рукавам креста; сюда выходят все три двери.
В настоящем виде притворы являются сооружениями 1897 года, построенными на старом основании. Вероятно, они изначально появились спустя какое-то время после окончания строительства основной части храма — в месте их примыкания к стенам прослеживаются следы обмазки . Предполагались ли они изначально — не ясно. Возможно, что их ремонт с применением глиняного раствора совпадает по времени с последним этапом росписи храма (то есть не ранее конца XI века).
Снаружи в кладке есть несколько украшенных неглубокой резьбой камней. Они явно использованы в строительстве вторично, но их происхождение остается непонятным. Вполне возможно, что изначально к зданию храма они не имели никакого отношения.

## Интерьер
В Сентинском храме сохранилось очень много фрагментов росписи. Это самый большой фресковый комплекс на территории Алании.

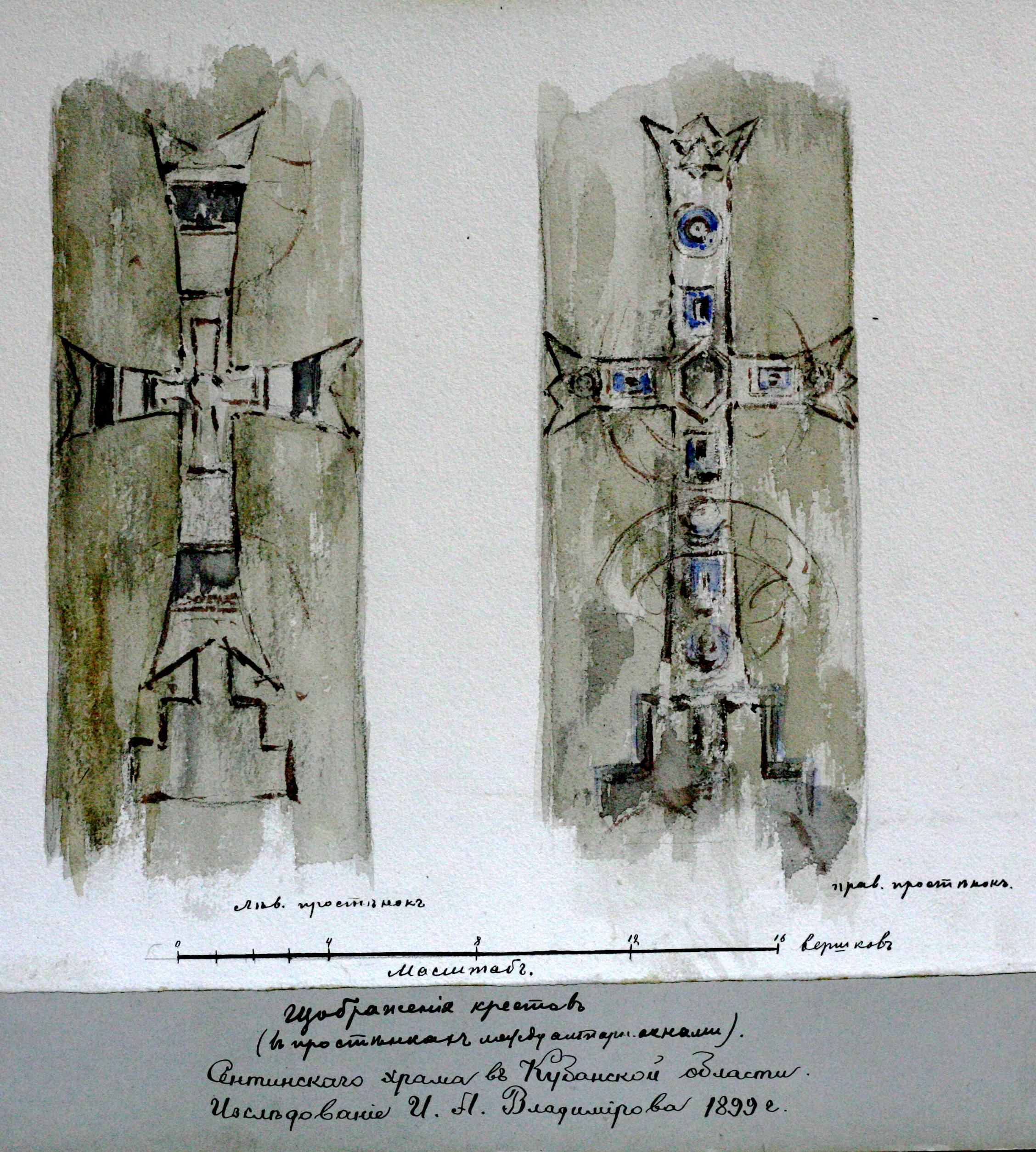
Копия фрески I-го этапа в простенке между окнами апсиды Сентинского храма

Выделяют 4 этапа росписи храма.

### Первый этап
Изначально стены храма были побелены с расчётом на будущую роспись. Изображения были только между окон апсиды. Это два больших креста на ступенчатых возвышениях («голгофах»). Ветви крестов слегка расширяются к концам и украшены «драгоценными камнями». Использовано было три пигмента: самый дорогой синий (единственный случай во всех росписях храма), сажа и красная охра. Фрагменты крестов видны до сих пор. Возможно, существовали ещё изображения, которые скрылись под последующими слоями штукатурки.

### Второй этап
На следующем этапе изображения первого слоя были забелены. В апсиде появились четыре крупных креста и линия орнамента над ними. Изображения этого периода просматриваются только частично (они либо утрачены, либо перекрыты последующими слоями росписи). Лучше всего виден западный крест на северной стороне апсиды. Его основной контур прочерчен графьей (заглублённый контурный рисунок, процарапанный по штукатурке). Крест имеет слегка расширяющиеся концы. Ветви разделены на «сегменты», окрашенные в белый, красный и серый цвета. На пересечении ветвей прочерчен круг, от которого во все стороны отходят по паре параллельных линий. На концах ветвей, по углам, находятся по две окружности. Под крестом просматриваются традиционные надписи с титлами: «IC XC NHKA». Правее креста, в промежутке перед следующим, просматриваются две аналогично декорированные окружности. Все окружности этого этапа имеют глубокую циркульную графью. Другие три креста, судя по угадывающимся фрагментам, аналогичны по форме.

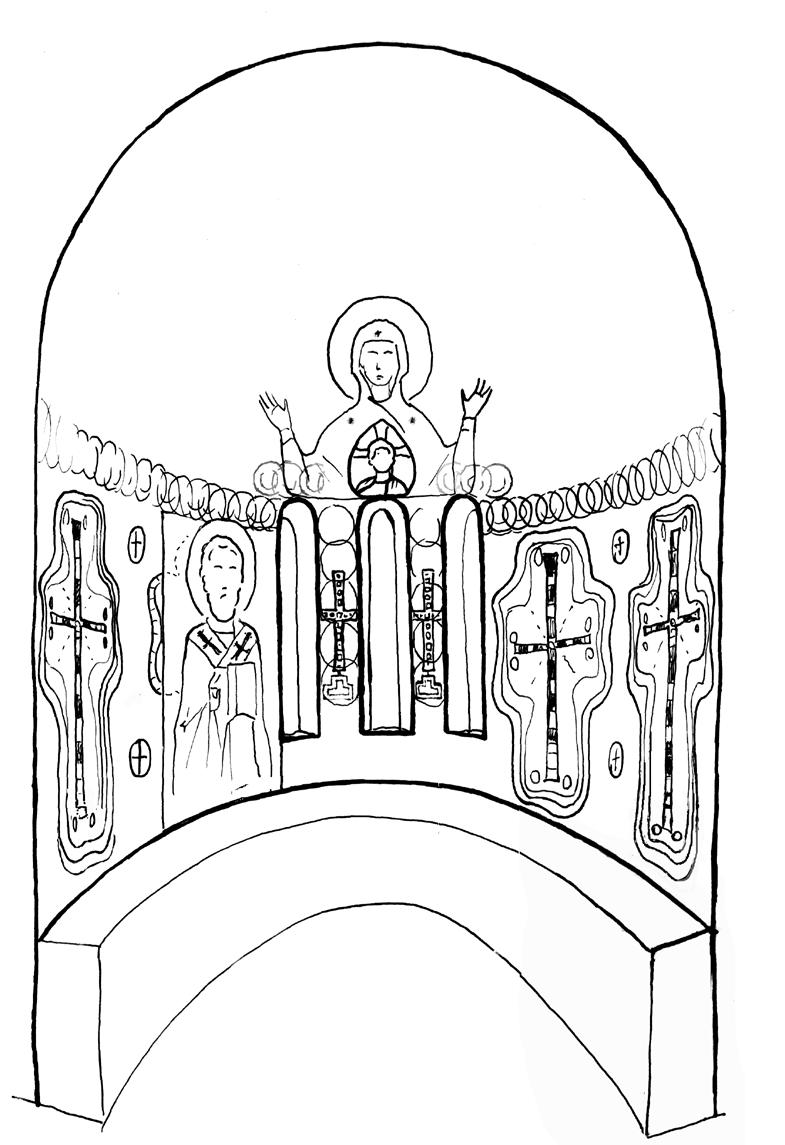
Роспись алтаря Сентинского храма. I—III этапы. Реконструкция Д. В. Белецкого и А. Ю. Виноградова

Выше крестов по всем стенам храма шла плетёнка — полоса орнамента. Элементы её окрашены в красный, серый, чёрный и белый тона и «декорированы» белыми и красными «точками». С внешней стороны плетёнка «украшена» мелкими «лепестками» красного и серого цвета. Автор этой росписи не был профессионалом, так что изображение выполнено несколько небрежно.

### Третий этап
К третьему этапу относятся Богоматерь над окнами апсиды и святитель слева от алтарных окон. Богоматерь написана поверх проходившего над окнами орнамента-плетёнки второго этапа. Она представлена по пояс, в иконографии Знамения-Влахернитиссы. Она была зафиксирована дореволюционными художниками-исследователями И. А. Владимировым и А. Н. Дьячковым-Тарасовым. На уровне груди Богородицы сохранился и прекрасно просматривается представленный в медальоне образ Спасителя Эммануила. Судя по всему, в начале XX века обмазка с более поздней живописью четвёртого этапа осыпалась ещё не полностью, и Младенец не был виден. На рисунках исследователей Младенец не показан, поэтому Сентинский образ Богородицы иногда называют Орантой.

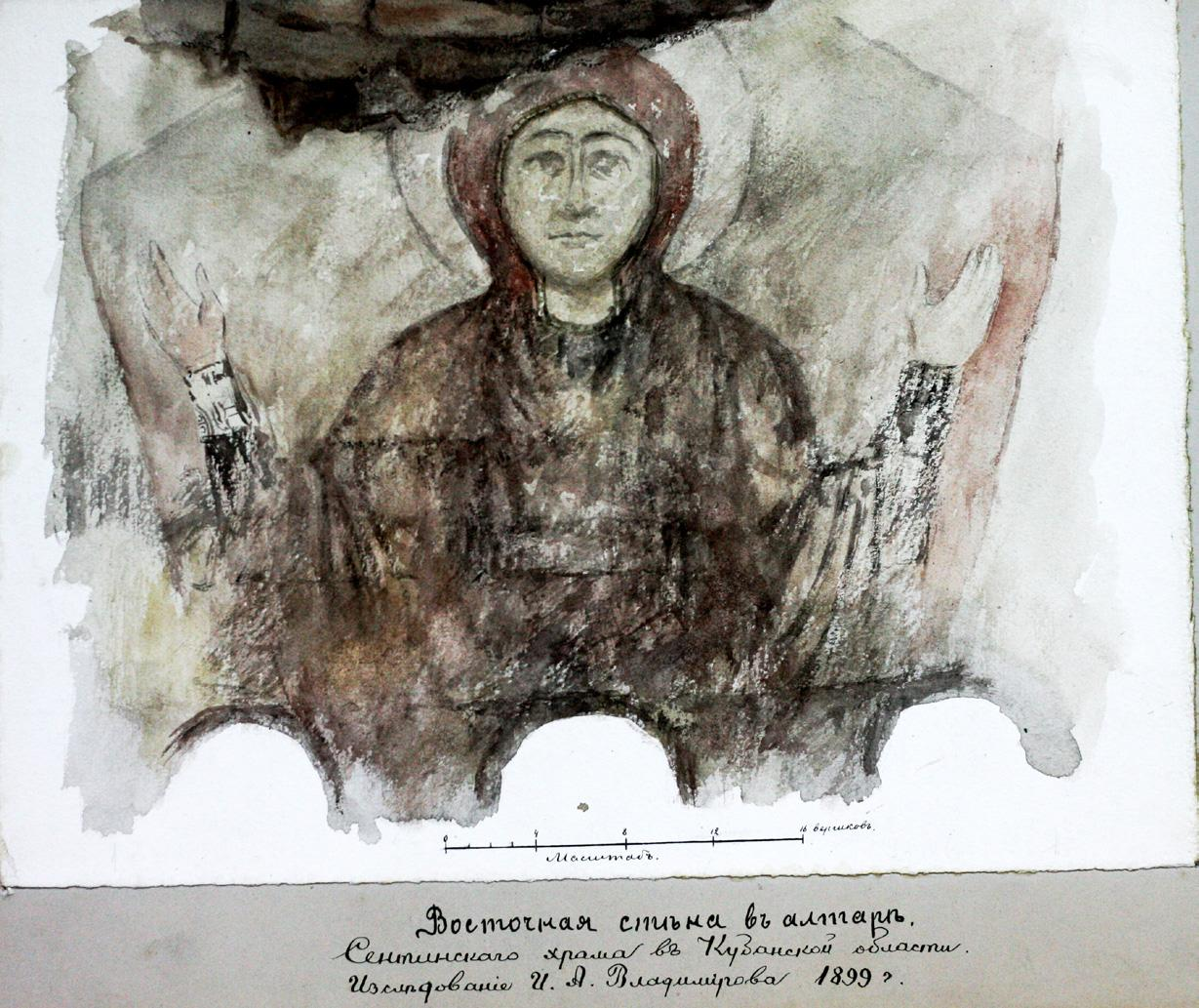
Акварель И. А. Владимирова. 1899 г. ИИМК РАН. Р. I. Д. 201. Л. 7

Нимба у Спасителя не было — традиционное перекрестие написано белильным контуром. Перед нами символическое изображение «щита веры», когда круг нимба Христа и абрис медальона становятся одним целым.
Образ святителя расположен к северу от алтарных окон и вписан в прямоугольное поле красного цвета. Подпись не сохранилась, но её следы, сделанные белилами, просматриваются, кажется, на фоне справа. Образ смотрелся как своего рода большая икона. Под изображением святителя имеется процарапанное по штукатурке граффито, являющееся подписью к изображению с именем святого Николая. Видимо, перед нами образ свт. Николая Мирликийского, что подтверждает и его иконография.

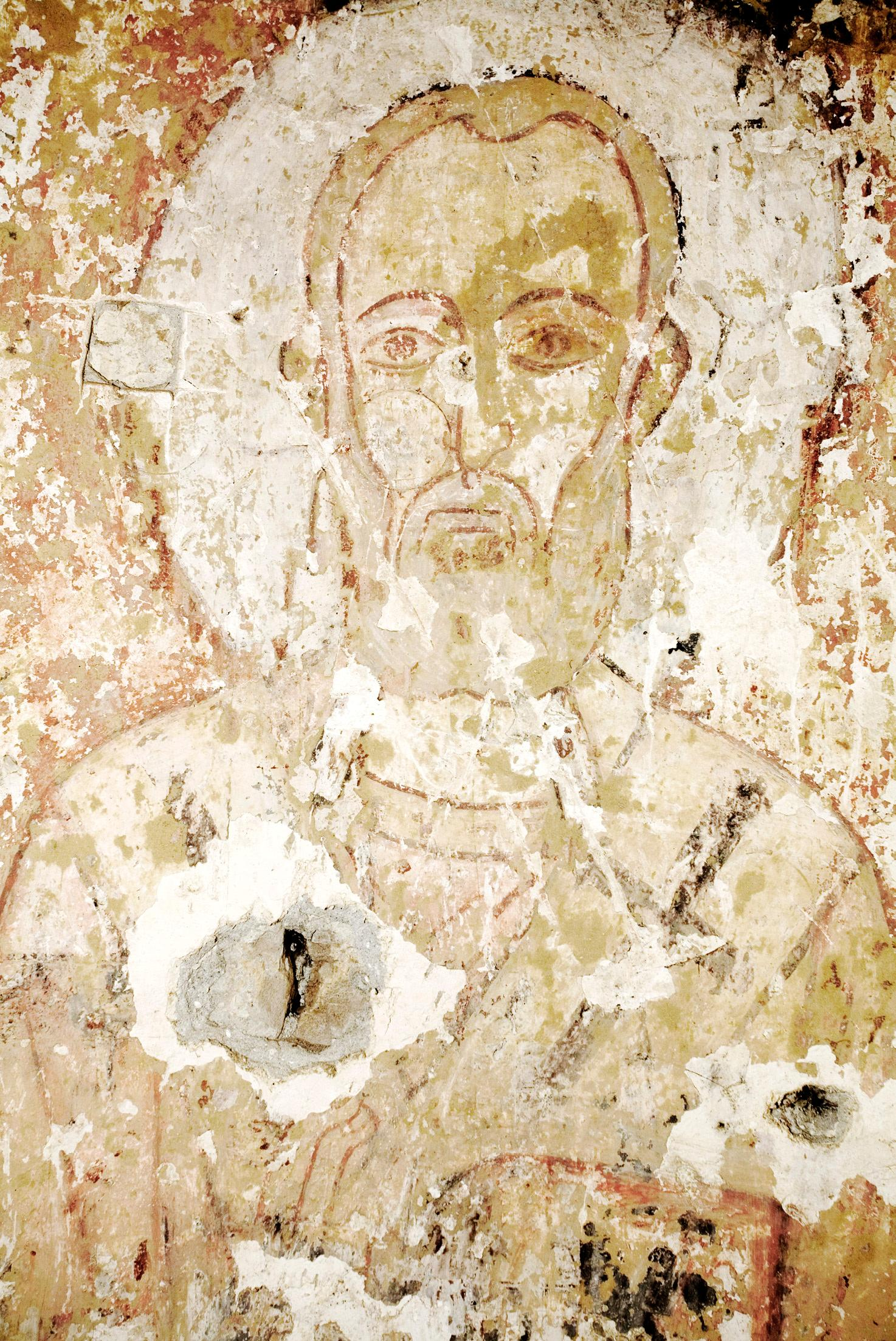
Св. Николай. Северная стена апсиды

## Галерея

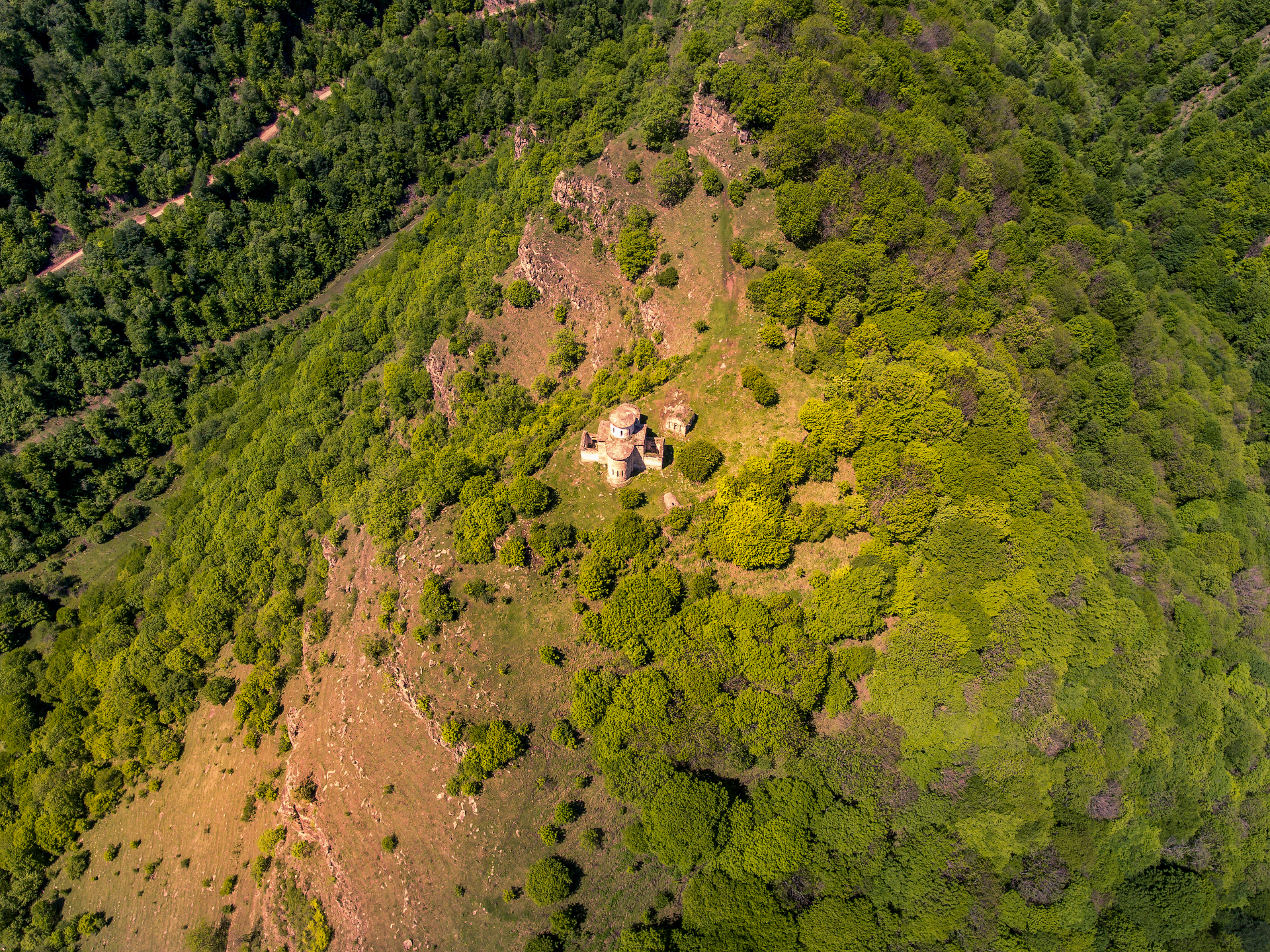
Сентинский храм, вид сверху. Май 2018 г.
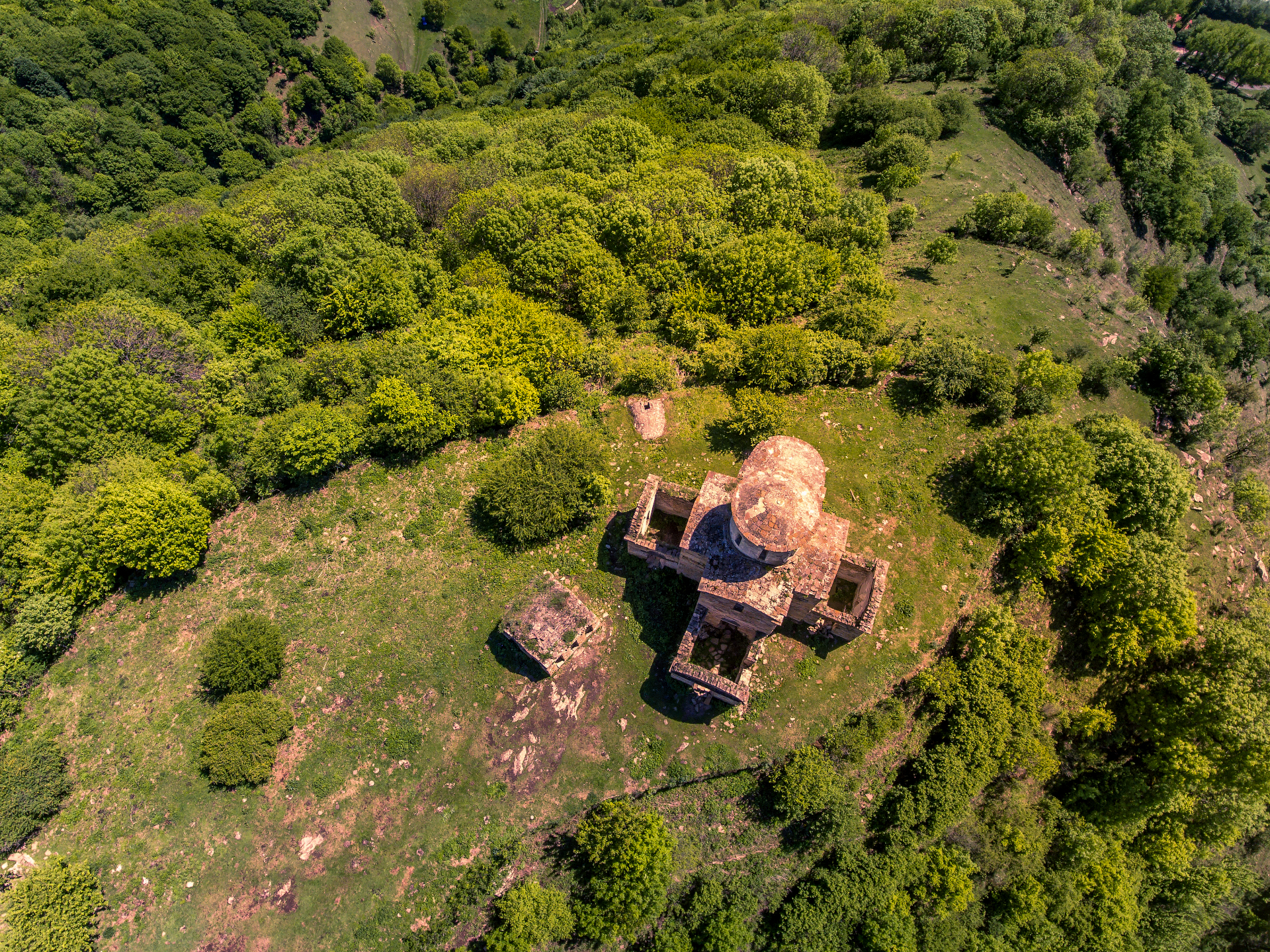
Сентинский храм, вид сверху. Май 2018 г.
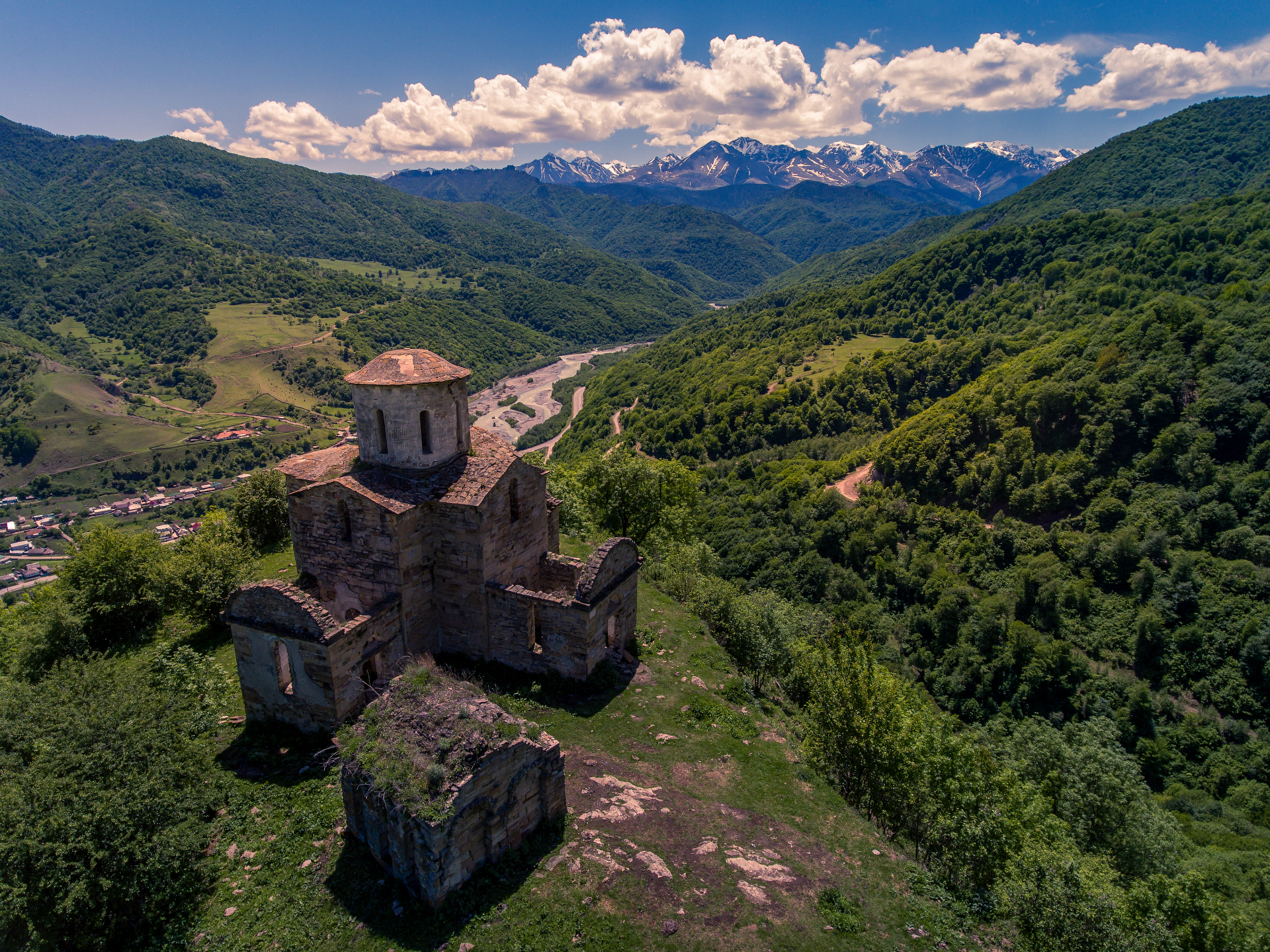
Сентинский храм, вид на Кавказский хребет. Май 2018 г.
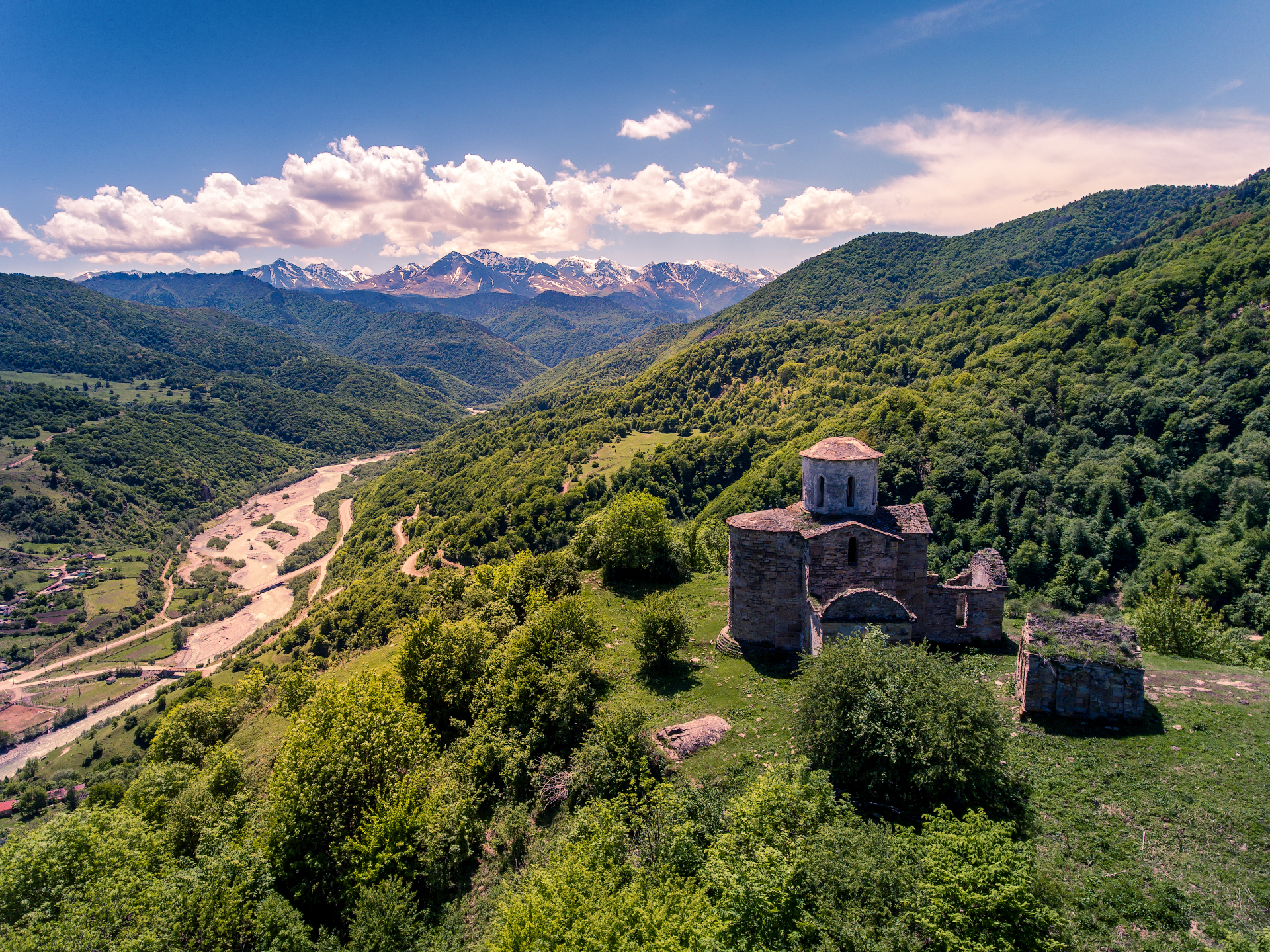
Сентинский храм. Река Теберда. Май 2018 г.
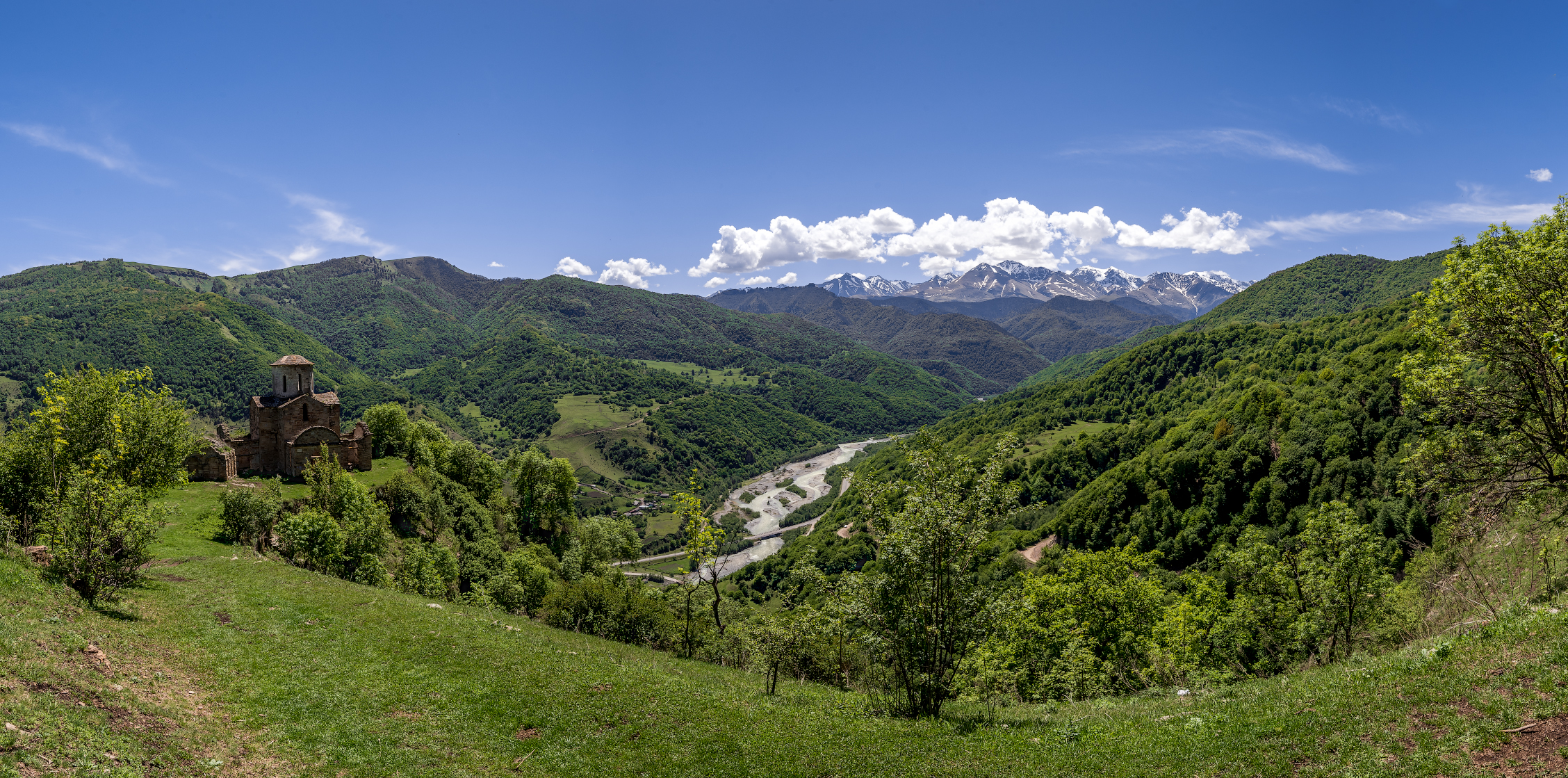
Сентинский храм. Панорама. Май 2018 г.
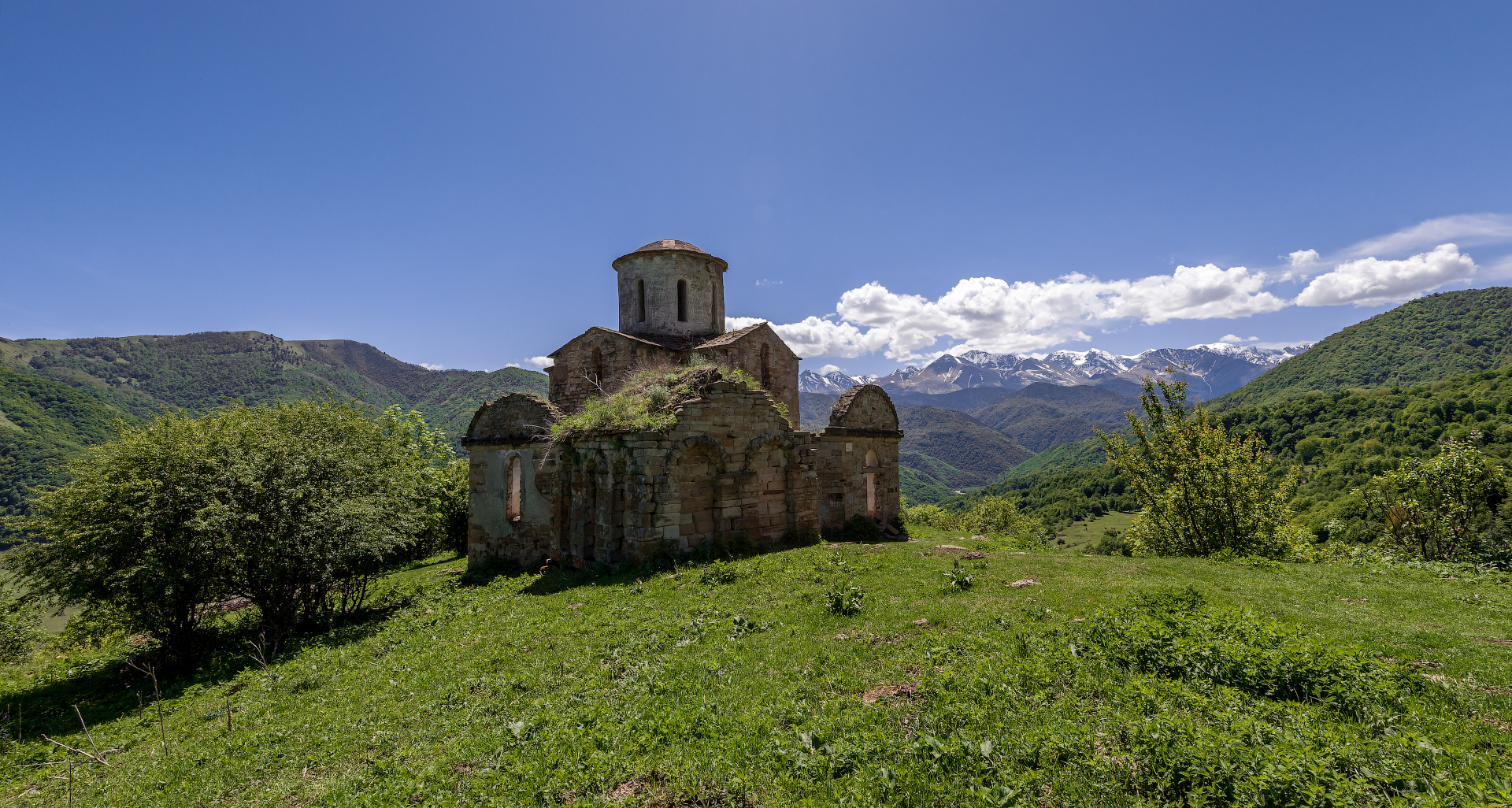
Сентинский храм. Панорама. Май 2018 г.
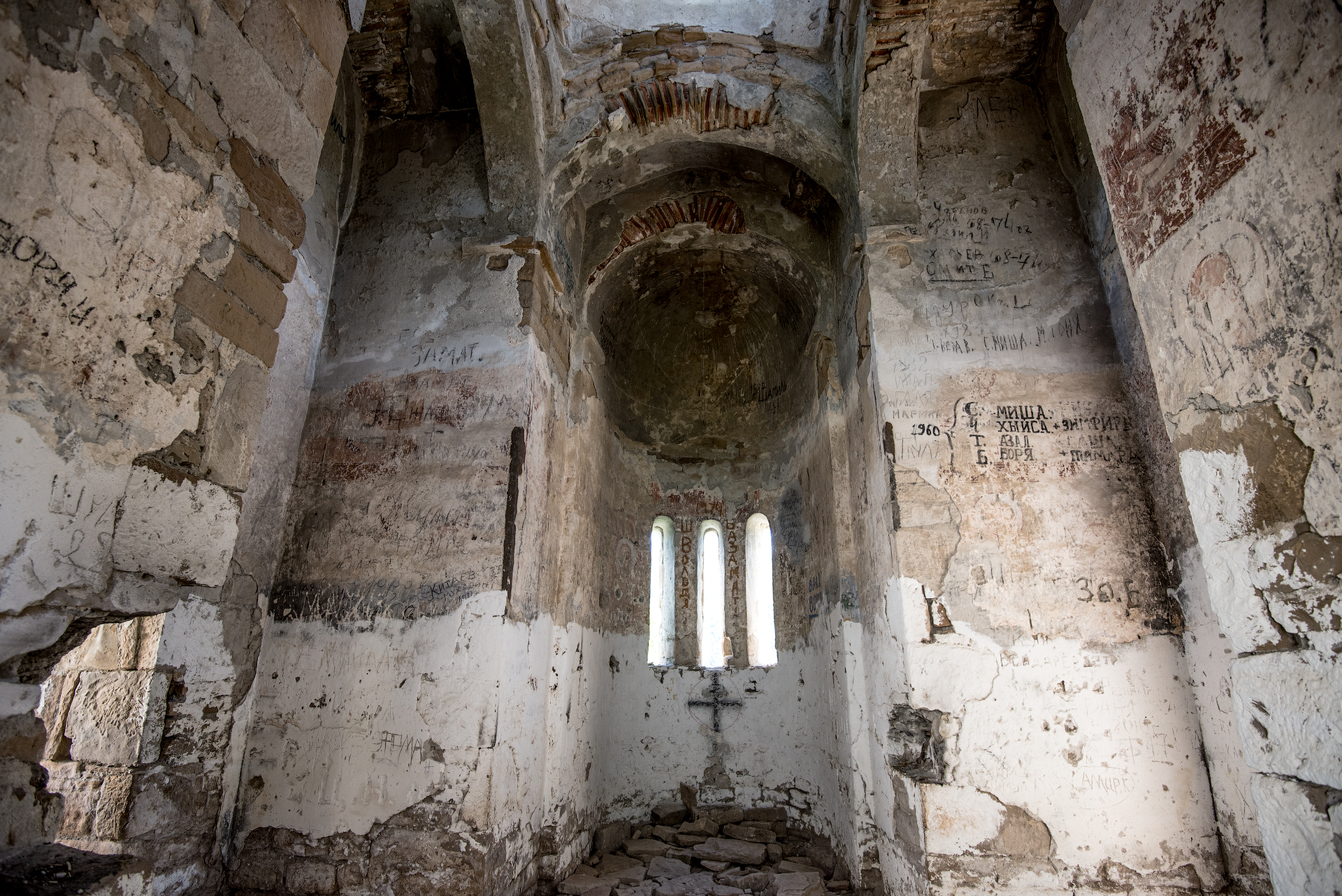
Сентинский храм. Алтарь. Май 2018 г.
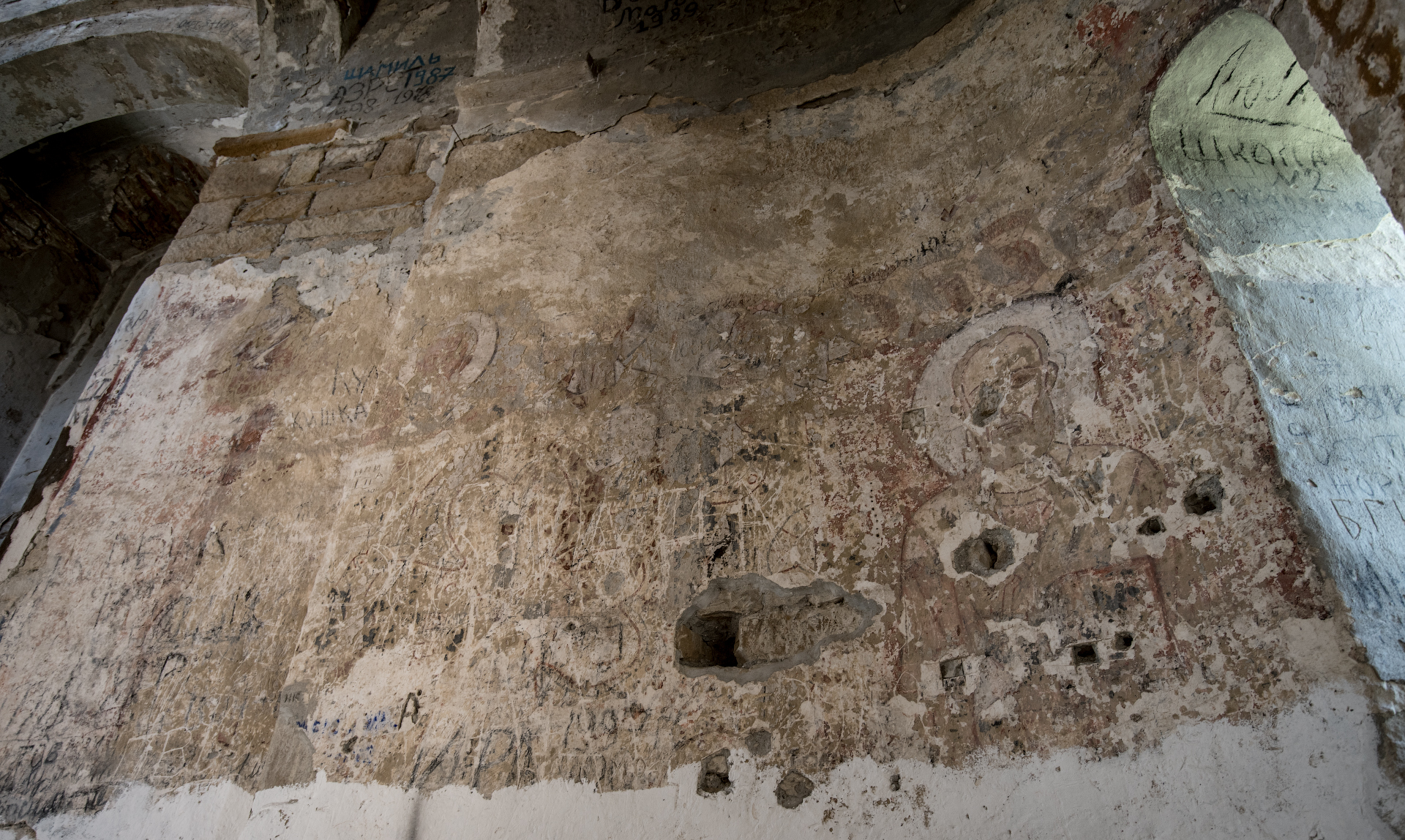
Сентинский храм. Древняя роспись. Май 2018 г.
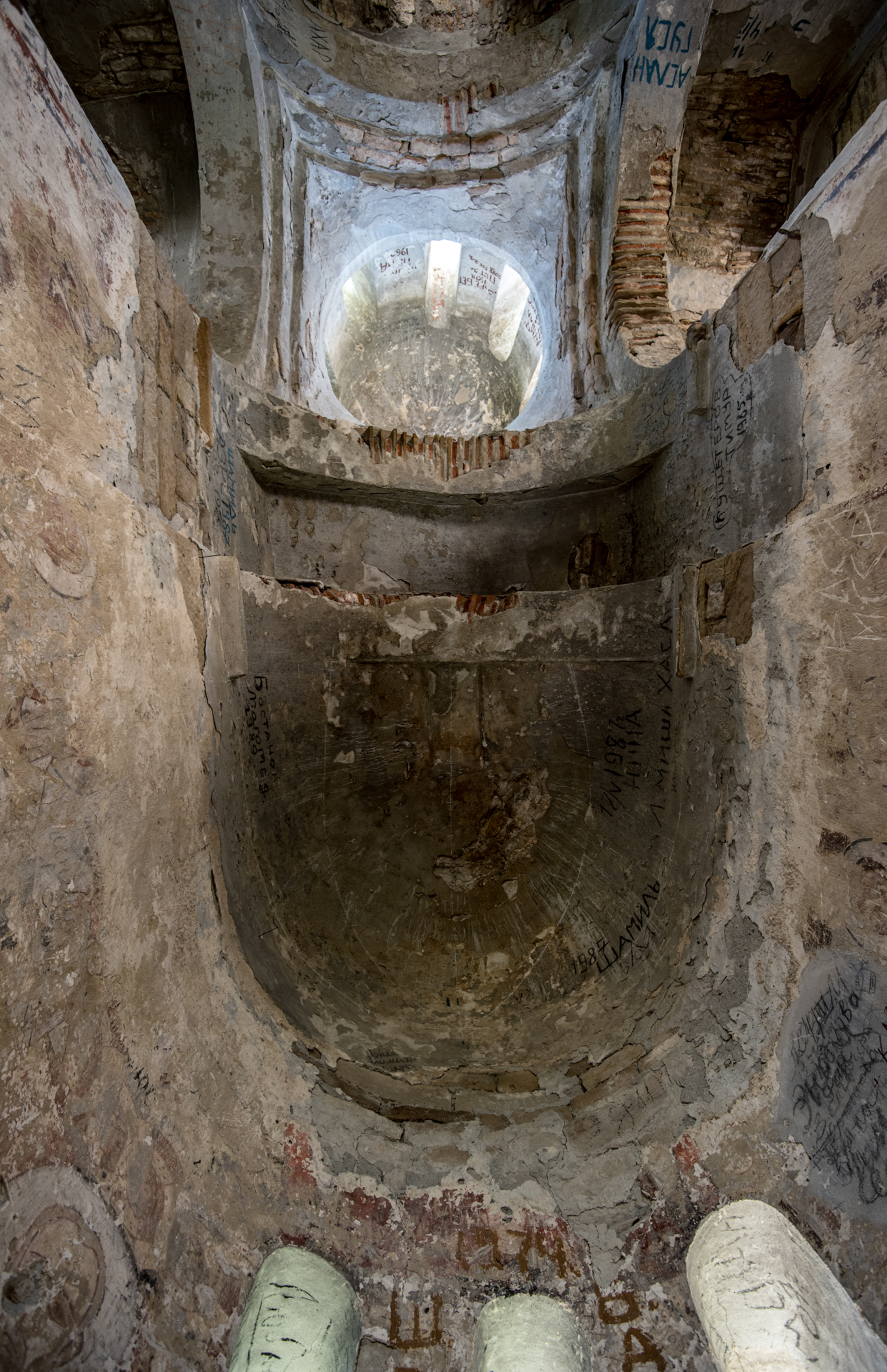
Сентинский храм. Своды. Май 2018 г.
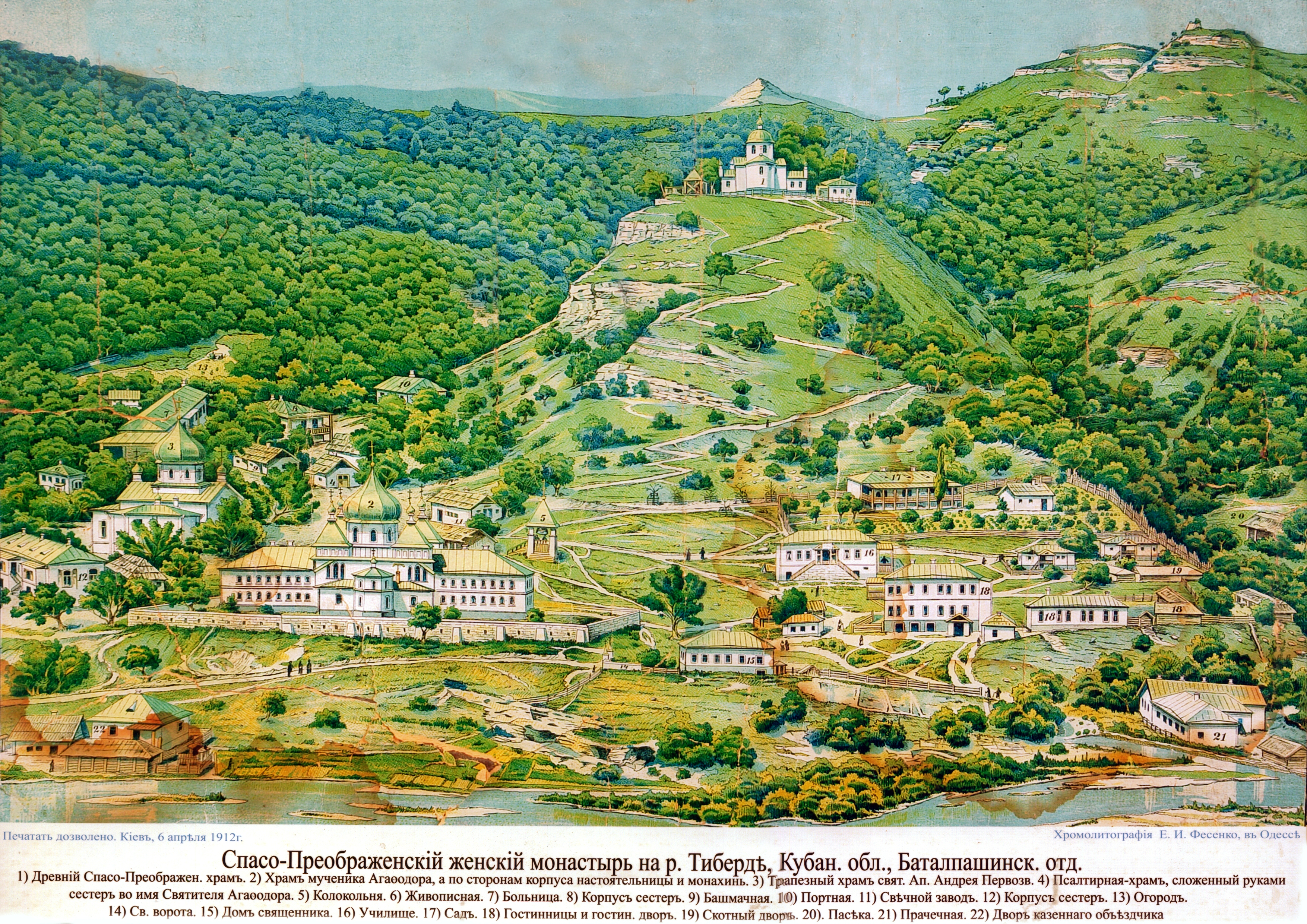